# کم‌خونی در اثر بیماری مزمن
کم‌خونی در اثر بیماری مزمن یا کم‌خونی در اثر التهاب مزمن نوعی کم‌خونی است که در عفونت مزمن، فعالیت سیستم ایمنی مزمن و بدخیمی دیده می‌شود. این شرایط باعث افزایش اینترلوکین-۶، محرک تولید و ترشح هپسیدین از کبد می‌شوند که آن هم به نوبهٔ خود باعث توقف ساختِ فروپورتین می‌شود؛ پروتئینی که خروج آهن را از روده و سلولهای ذخیره کنندهٔ آهن (برای مثال ماکروفاژها) کنترل می‌کند. در نتیجه، سطح آهن در گردش خون کاهش می‌یابد. مکانیسم‌های دیگری نیز از جمله کاهش تولید گلبول‌های قرمز (اریتروپوئزیس) ممکن است در این فرایند نقش داشته باشند.

## طبقه‌بندی
کم‌خونی در اثر بیماری مزمن، معمولاً خفیف است اما ممکن است شدید هم باشد. معمولاً در این کم‌خونی اندازهٔ گلبول‌های قرمز نرمال است، اما می‌تواند کوچک هم باشد (میکروسیتوز). وجود کم‌خونی در اثر بیماری مزمن همزمان با کمبود آهن در رژیم غذایی منجر به کم‌خونی شدیدتری در بیمار می‌شود.

## پاتوفیزیولوژی
کم‌خونی با غلظت هموگلوبین (Hb) تعریف می‌شود.
- <۱۳٫۰ گرم در دسی لیتر (۱۳۰ گرم در لیتر) در مردان
- کمتر از ۱۱٫۵ گرم در دسی لیتر (۱۱۵ گرم در لیتر) در زنان

کبد در پاسخ به سیتوکین‌های التهابی، به‌طور فزاینده‌ای IL-6، مقدار بیشتری هپسیدین تولید می‌کند. هپسیدین به نوبهٔ خود باعث افزایش داخل سازی مولکولهای  فروپورتین در غشای سلول می‌شود که از آزاد شدن ذخایر آهن جلوگیری می‌کند. سیتوکین‌های التهابی نیز به نظر می‌رسد عناصر مهم سوخت و ساز آهن را تحت تأثیر قرار می‌دهند، از جمله باعث کاهش فروپورتین و احتمالاً به‌طور مستقیم باعث کم شدن تولید گلبول‌های قرمز از طریق کاهش توانایی واکنش مغز استخوان به اریتروپویتین می‌شود.
قبل از کشف هپسیدین و عملکرد آن در سوخت و ساز آهن، کم خونی بیماری مزمن، نتیجهٔ یک شبکهٔ پیچیده از تغییرات التهابی قلمداد می‌شد. در طی چند سال گذشته، بسیاری از محققان احساس کرده‌اند که هپسیدین عامل اصلی تولید کم خونی التهاب مزمن است. هپسیدین برای این بیماری توضیحی یکپارچه ارائه می‌دهد و توصیفات اخیر دربارهٔ سوخت و ساز آهن در انسان و عملکرد هپسیدین منعکس کننده این دیدگاه است.
سیتوکین‌های التهابی علاوه بر اثرات ذخیرهٔ آهن، باعث تولید گلبول‌های سفید خون می‌شوند. مغز استخوان، گلبول‌های سفید و گلبول‌های قرمز خون را از سلولهای بنیادی اولیهٔ یکسانی تولید می‌کند؛ بنابراین، تولید بیشتر گلبول‌های سفید باعث می‌شود سلول‌های بنیادی کمتری به سلول‌های قرمز خون متمایز شوند. حتی در زمانی که سطح اریتروپویتین نرمال است، و جدا از اثرات هپسیدین، این فرایند می‌تواند علت مضاعفی برای کاهش خونسازی و تولید گلبول‌های قرمز خون در کم‌خونی ناشی از التهاب ایجاد کند. با این وجود، مکانیسم‌های دیگری نیز وجود دارد که به کاهش سطح هموگلوبین در طول التهاب کمک می‌کند. به‌طور مثال، سیتوکین‌های التهابی تکثیر پیش‌سازهای اریتروئید را در مغز استخوان سرکوب می‌کنند.
از آنجا که کم‌خونی بیماری مزمن می‌تواند نتیجهٔ علل غیر عفونی التهاب باشد، احتمالاً تحقیقات آینده امکان درمان این بیماری توسط آنتاگونیستهای هپسیدین را بررسی خواهند کرد.
کم خونی بیماری مزمن همچنین ممکن است به دلیل اختلالات نئوپلاستیک و بیماری‌های التهابی غیر عفونی باشد. اختلالات نئوپلاستیک شامل بیماری هاچکین سرطان ریه و پستان و بیماری‌های التهابی غیر عفونی شامل بیماری سلیاک، آرتریت روماتوئید و لوپوس اریتماتوز سیستمیک است.
کم خونی بیماری مزمن با توجه به اطلاعات فعلی، تا اندازه‌ای با کم‌خونی در اثر نارسایی کلیه که در آن کم خونی از کاهش تولید اریتروپویتین ناشی می‌شود یا کم خونی ناشی از برخی داروها (مانند AZT که برای درمان عفونت HIV تجویز شود) که عارضهٔ جانبی آنها مهار تولید گلبول قرمز است، متفاوت است. به عبارت دیگر، همهٔ کم‌خونی‌هایی که در افراد مبتلا به بیماری مزمن دیده می‌شود، نباید کم‌خونی بیماری مزمن تلقی شوند. از طرف دیگر، هر دو این مثال‌ها پیچیدگی این تشخیص را نشان می‌دهد: عفونت HIV می‌تواند کم خونی بیماری مزمن را ایجاد کند و نارسایی کلیه می‌تواند منجر به تغییرات التهابی شود که آن هم می‌تواند به کم‌خونی بیماری مزمن منجر شود.

## تشخیص
گرچه هیچ تست واحدی برای تشخیص کم‌خونی فقر آهن از کم‌خونی التهاب مزمن قابل اعتماد نیست، اما بعضی اوقات برخی از داده‌ها می‌تواند کمک‌کننده باشند:
- در کم‌خونی ناشی از التهاب مزمن بدون کمبود آهن، اندازهٔ فریتین طبیعی یا زیاد است که نشان‌دهندهٔ این واقعیت است که آهن در سلول‌ها تجمع می‌یابد و فریتین به عنوان واکنش دهندهٔ فاز حاد تولید می‌شود. در کم خونی فقر آهن، اندازهٔ فریتین کم است.[۱]
- ظرفیت کل اتصال آهن (TIBC) در فقر آهن زیاد است و این امر نشان‌دهندهٔ تولید ترانسفرین بیشتر برای افزایش اتصال آهن است. TIBC در کم خونی التهاب مزمن، کم یا طبیعی است.

## درمان
درمان مطلوب برای کم‌خونی بیماری مزمن، درمان موفقیت‌آمیز بیماری مزمن است، اما این کار به ندرت امکان‌پذیر است.
تزریق آهن برای کم‌خونی در بیماری مزمن کلیه و بیماری التهابی روده به‌طور فزاینده‌ای استفاده می‌شود.
اریتروپویتین می‌تواند مفید باشد، اما درمانی پرهزینه است و ممکن است خطرناک نیز باشد. اریتروپویتین یا همزمان با تزریق آهن کافی یا زمانی که تزریق آهن بی اثر بود، توصیه می‌شود.
محدود کردن دسترسی برخی از میکروب‌ها به آهن می‌تواند حدت بیماری آنها را کاهش داده و در نتیجه از شدت عفونت بکاهد. انتقال خون به بیماران کم‌خون در اثر بیماری مزمن با مرگ و میر بالاتری همراه است که خود این نظریه را تقویت می‌کند.